# John Bunyan Reeve
John Bunyan Reeve (Mattituck, 29 ottobre 1831 – Filadelfia, 24 gennaio 1916) è stato un pastore protestante presbiteriano statunitense e professore presso l'Università Howard. Nel 1871 organizzò il dipartimento di teologia dell'Università.

## Biografia

### Primi anni di vita
John Bunyan Reeve nacque il 29 ottobre 1831 a Mattituck, New York. Da giovane frequentò le scuole comunali e lavorò in una fattoria. I suoi genitori erano presbiteriani e sua madre lo spinse a diventare un sacerdote. Da giovane fu membro della Chiesa presbiteriana di Shiloh, sotto la guida del reverendo James W.C. Pennington. Lavorò come insegnante per alcuni mesi a New Tower, Long Island, quando, nel 1853, si iscrisse al New York Central College a McGrawsville, New York, per un corso di preparazione al seminario. Terminò quel programma nel giugno del 1858 ed entrò nel Seminario Teologico dell'Unione nel settembre del 1858. Reeve fu il primo studente nero della Union. Come studente, fu sostenuto finanziariamente e spiritualmente da William E. Dodge e Asa D. Smith. Nell'aprile del 1861 si laureò e divenne ministro presso il Terzo Presbiterio di New York.

### Ministero

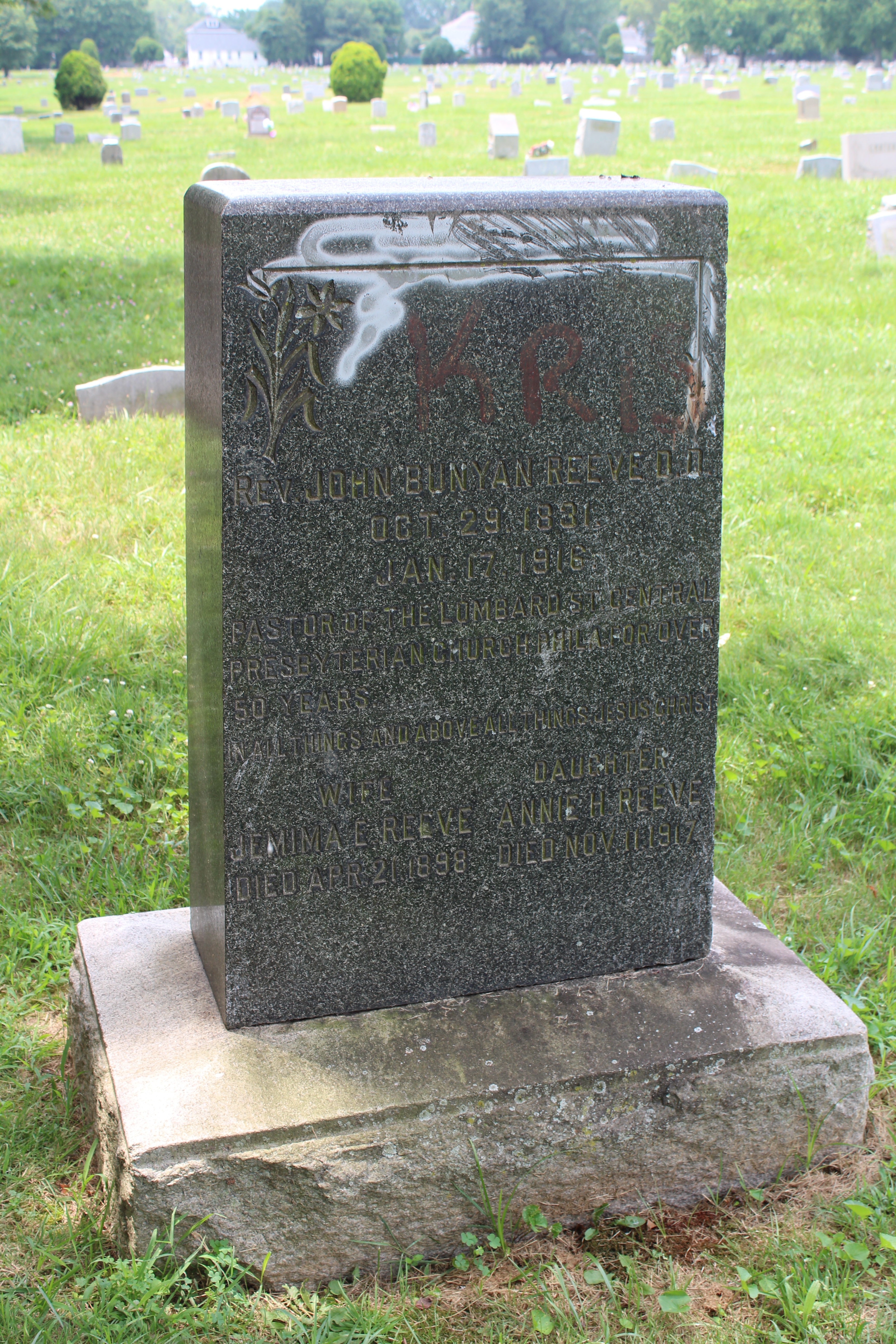
Lapide di John Bunyan Reeve nel Cimitero di Eden

Fu rapidamente congedato dal Quarto Presbiterio di Filadelfia e il 14 giugno 1861 fu consacrato dal Quarto Presbiterio e nominato pastore della Chiesa Presbiteriana Centrale di Lombard Street a Filadelfia, succedendo a B. F. Templeton in quel ruolo. Nel 1865 Reeve partecipò all'Assemblea Generale della Chiesa Presbiteriana e fu incaricato dal Comitato Missionario Nazionale di visitare il Sud-Ovest americano, che allora comprendeva Stati come Tennessee, Mississippi, Missouri, Arkansas, Louisiana e Texas, e di lavorare per organizzare le chiese nere in quei luoghi. Nel 1870 ricevette un dottorato in discipline religiose dalla Lincoln University e il suo incarico iniziale presso la Lombard Street Central Presbyterian Church continuò fino al settembre 1871. A quel punto fu incaricato di organizzare un dipartimento teologico presso l'Università Howard da Oliver O. Howard e divenne professore. Nel giugno del 1875 si dimise dalla Howard e a settembre fu reintegrato come pastore presso la Lombard Street Central Presbyterian Church. Si dimise da pastore nel 1914 e prestò servizio come pastore emerito fino alla sua morte nel 1916.
Reeve fu un leader di rilievo nella Chiesa. Nel 1895 fu presidente del Consiglio dei Ministri e degli Anziani Presbiteriani di colore di New York, New Jersey, Pennsylvania, Delaware, Maryland e del Distretto di Columbia.

### Vita privata e famiglia
La nipote di Reeve, Josephine Silone Yates, era una professoressa di scienze presso la Lincoln University. Nel 1870 visse con Reeve mentre studiava presso l'Institute for Colored Youth. Reeve sposò Jemima E, che morì il 21 aprile 1898. Reeves morì il 24 gennaio 1916, a Filadelfia, dopo una malattia durata diversi mesi, ed era sopravvissuto a due figlie. È sepolto nel Cimitero di Eden a Collingdale, in Pennsylvania.